# تكنولوجيا ثقافية
التكنولوجيا الثقافية، هي نظام يستخدمه وكالات المواهب لـكورية الجنوبية لتروج ثقافة الكي بوب في جميع أنحاء العالم كجزء من الموجة الكورية. تم تطوير النظام بواسطة لي سو مان، مؤسس شركة المواهب ووكالة التسجيلات إس إم إنترتينمنت.

## التاريخ

### المنعطفات
صرح لي من خلال خطاب ألقاه في كلية الدراسات العليا للأعمال بجامعة ستانفورد في عام 2011، أنه صاغ المصطلح «التكنولوجيا الثقافية» قبل حوالي أربعة عشر عامًا، عندما قررت  إس إن إنترتينمنت الترويج لفناني الكي بوب في جميع أنحاء آسيا في أواخر التسعينيات من القرن العشرين، أنشأ لي وزملاؤه دليلاً عن التكنولوجيا الثقافية، والذي حدد الخطوات اللازمة لتعميم فناني الكي بوب خارج كوريا الجنوبية.
يشرح الدليل الذي يُطلب من جميع موظفي إس إن تعلّمه، موعد جلب الملحنين والمنتجين ومصممي الرقصات الأجانب وما هي تطورات الوتر التي يتعين استخدامها في أي بلد،واللون الدقيق لظلال العيون الذي ينبغي أن يرتديه فنان الأداء في بلد معين والإيماءات اليدوية الدقيقة التي ينبغي أن يقوم بها ،وزوايا الكاميرا التي سيتم استخدامها في مقاطع الفيديو وفقًا لصحيفة النيويوركر أنه (تم تصوير مجموعة ثلاثمائة وستين درجة لفتح الفيديو، يليها مونتاج من اللقطات المقربة الفردية).

### الأربع مراحل الأساسية
كان نظام التكنولوجيا الثقافية الذي استخدمته إس إن إنترتينمنت في الأصل منذ التسعينيات موجودًا على أربع مراحل: التمثيل والتدريب والإنتاج وتسويق الإدارة. تم تنسيق كل من هذه الأربع مراحل للمساعدة في نشر موجة هاليو من خلال تطوير فنانيها، وهي موجودة في استراتيجيات العديد من وكالات المواهب الكورية الجنوبية الأخرى عند إنشاء المجموعات وظهورها لأول مرة وتسويقها

#### العرض
في حين أن غالبية نجوم الكي بوب من كوريا الجنوبية، فإن بعضهم من اليابان أو الصين أو تايلاند. تستضيف العديد من شركات الترفيه الكورية، مثل إس إم قلوبال اديشن و وهيت إت اديشن و واي جيز جينريشن. حيث تم تجنيد أعضاء مثل جين من بي تي إس لمظهرهم أو لأسباب سطحية أخرى،في بعض الأحيان يذهب وكلاء اختيار الممثلين إلى مدارس الرقص لتوظيف كبار الراقصين ليتم تدريبهم بشكل أكبر في شركة الترفيه.

#### التدريب
يتدرب النجوم على نطاق واسع قبل ظهورهم لأول مرة. يتلقون تدريبًا في الرقص والأنشطة الصوتية والعرض التقديمي وغيرها من المجالات التي ستفيدهم في مجالهم وفي كثير من الأحيان يستمر هذا التدريب لسنوات في كل مرة، ويتواجد المتدربون في الزنزانة التي يضرب بها المثل.
قبل الظهور لأول مرة، يحاول النجوم والمجموعات كسب حب المعجبين من خلال أنشطة ما قبل الظهور.،إس إن إنترتينمنت لديها نظام معمول به يسمى إس إم روكيز، وهو فريق ما قبل الظهور يستضيف الحفلات الموسيقية ويصدر مقاطع فيديو تعزز القاعدة الجماهيرية للمجموعة حتى قبل إصدار أول أغنية منفردة لهم. تشمل الأشكال الأخرى للأنشطة السابقة لأول مرة الظهور في أنشطة أخرى، مثل مقاطع الفيديو أكثر خبرة للنجوم - مثل نيوست في اورانج كارميل أو إكسو في غيرلز جينيريشن - تي تي أس أو بي تي أس في جو كوون. هناك طريقة معينة للتدريب قبل الظهور الأول مقترنة بالاختيار في عروض الإنتاج، مثل سيكستين و برديوس 101 حيث يتم اختيار وتدريب الأعضاء لمجموعة نهائية.

#### الإنتاج
إنتاج الموسيقى جزء لا يتجزأ من تكنولوجيا الثقافة. بالنسبة للتكنولوجيا الثقافية يساعد إنتاج الموسيقى في إنشاء محتوى متميز لتحديد اتجاهات عالم الكيبوب ،الاتجاهات التي تختلف من الموسيقى إلى الأزياء وتصميم الرقصات ومقاطع الفيديو الموسيقية. تركز إس إم بشكل خاص و كبير في التوسع على مستوى العالم تستعين بعض الشركات أيضًا بمصادر خارجية للإنتاج إلى المزيد من الأطراف المشهورة دوليًا، مثل شراكة كيوب إنترتينمنت مع سكريلكس لقانون فورمينيت اكت 7.

#### التسويق و الإدارة
في مرحلة التسويق والإدارة تسعى وكالات المواهب إلى توسيع نطاق وصولها غالبًا ما يكون لدى النجوم إمكانية أن يكونوا ممثلين وممثلات في الأعمال الدرامية، أو ربما مضيفًا أعضاء دائمين في برامج متنوعة مثل كم هي تشول في نووينق بروس. تتنوع هذه التشكيلة التسويقية متعددة الاتجاهات على نمط الحياة وتسعى للوصول إلى العديد من جوانب المعيشة، مثل الموسيقى والتلفزيون والدراما والترفيه والرياضة والأزياء.
أيضًا هذا هو المكان الذي تجد فيه المجموعات الأكبر سنًا حياة جديدة، مثل سوبر جونيور،الشركات ليست راضية عن نفسها ولكنها تجرب باستمرار لتطوير أفضل تسويق لأفضل نظام إدارة يطمح التسويق أيضًا إلى التفرع للجماهير الدولية من خلال تنفيذ عروض متنوعة على الرغم من كونها في المقام الأول باللغة الكورية إلا أن هذه العروض المتنوعة متاحة للجميع نظرًا للطبيعة المبسطة والمفهومة بسهولة العروض الموجهة نحو اللعبة مثل رن بي تي إس أو العروض الفرعية باستمرار مثل ويكلي آيدول تحظى بشعبية في إظهار الجانب المحب للمرح من النجوم.

## التطور إلى تكنولوجيا ثقافية جديدة
في فبراير 2016، استضافت إس إم مؤتمرا صحفيا لمناقشة مستقبل الوكالة وتقنيتها الثقافية. أعلن لي سو مان عن تنفيذ تكنولوجيا الثقافة الجديدة وهو نظام خاص بـ إس إم بينما اعتمدت التكنولوجيا الثقافية لإس إم في الماضي على الفنانين الكوريين المحليين مثل راين وغوون بو آه، يحاول النموذج المحدث تضمين المزيد من المطربين الأجانب من الأسواق الاستراتيجية في فرق فتيات أو فتيان أكبر،ثم يتم استخدام هؤلاء المطربين المستوردين للترويج لأعمالهم في بلدانهم الأصلية
تكنولوجيا الثقافة الجديدة هي 5 مشاريع - إس إم ستيشن و إي دي إم و ديجتال بلاتفورم و إس إم روكيز و إم سي إن - ومجموعة تجريبية واحدة إن سي تي إنه لتقارب وتوسع لتقنيات الثقافة الأساسية الأربعة لـ إس إم التي تم تطويرها وتتعامل بشكل كبير مع التفاعل والرغبة في الابتكار من خلال الاتصال.

### محطة إس إم
أعلنت إس إم عن نيتها في إنشاء أغنية جديدة كل أسبوع لمدة 52 أسبوعًا. من خلال هذا الإنتاج المستمر للموسيقى يعتزمون الابتعاد عن الأشكال التقليدية للموسيقى وإظهار حركة نشطة في سوق الموسيقى الرقمية وسوق الألبومات المادية من خلال إصدار الموسيقى بحرية واستمرار بالإضافة إلى ذلك، ستعرض محطة إس إم تعاونًا بين الفنانين والمنتجين والملحنين والعلامات التجارية للشركة خارج العلامة،اسم محطة إس إم مشتق من محطة الراديو والقطار المجازي.

### إن سي تي
تكنولوجيا الثقافة الجديدة (إن سي تي) هي مجموعة من الفنانين الجدد شكلتها وكالة إس إم والتي تجسد مفاهيم التكنولوجيا الثقافية،ومع المجموعات التي تبدو غير محدودة، تطمح إس إم إلى جعل العالم بأسره مسرحًا لـ إن سي تي.
قدمت تكنولوجيا الثقافة الجديدة (إن سي تي) فكرة التفاعل، وحاولت شركة إس إم ربط سوق الاستهداف والعملاء والفنانين من أجل قيادة ثقافة الكي بوب  منذ عام 2019، هناك أربع مجموعات إن سي تي، ظهرت لأول مرة في مبيعات الأغاني الرقمية: إن سي تي يو و إن سي تي 127 و إن سي تي دريم و وآي ڤي ايضًا اعتبارًا من سبتمبر 2020، تتكون المجموعة من 23 عضوًا: طايل و جوني و تايونغ و يوتا و كون و دويونغ وتن وجايهيون و وينوين و جونغوو و لوكاس وونغ ومارك لي و شياو جون و هندري و رينجون و جينو و هايتشان.

### سكريم ريكوردز
تم إصدار سكريم ريكوردز بواسطة إس إم إنترتينمنت كعلامة إي دي إم منذ عام 2016 لـ تكنولوجيا الثقافة الجديدة وتم تصميمها من أجل العروض التي يتم الاستمتاع بها وهي تتعاون مع منسقي الأغاني المعروفين داخل وخارج كوريا.
أطلقت سكريم ريكوردز لأول مرة أغنية متعاونة "ويف"متجر الإلكترونيات المنزلي لشركة إلكترو مارت وقال ممثل سكريم ريكوردز (هدفنا هو توفير الفرص للمنتجين الذين لم يتم اكتشافهم بعد وإنتاج منسقي أغاني مشهورين عالميًا من المشهد الآسيوي).

## مراحل العولمة الثلاث
وفقًا للي، هناك ثلاث مراحل ضرورية لتعميم الثقافة الكورية خارج كوريا الجنوبية: تصدير المنتج، والتعاون مع الشركات الدولية لتوسيع وجود المنتج في الخارج، وأخيراً إنشاء مشروع مشترك مع الشركات الدولية كجزء من مشاريعها المشتركة مع الشركات الدولية، قد توظف وكالات المواهب الكورية الجنوبية ملحنين ومنتجين ومصممي رقصات أجانب لضمان وصول شعور أغاني الكي بوب بأنها محلية للبلدان الأجنبية.

## أصول الكلمات
على الرغم من ادعاء لي أنه صاغ مصطلح "التكنولوجيا الثقافية" قال عالم الكمبيوتر الكوري الجنوبي كوانغيون وون إنه صاغ مصطلح تكنولوجيا الثقافة في عام 1994. كانت التكنولوجيا الثقافية أيضًا واحدة من ست مبادرات تكنولوجية لحكومة كوريا الجنوبية منذ عام 2001 فيما يتعلق بالتكنولوجيا الثقافية، تعتبر الموجة الكورية واحدة من أنجح نتائج الدعم الحكومي لتصدير المنتجات الترفيهية الكورية.